# Rodolfo Acosta R.
Rodolfo Acosta R. (Bogotá, 2 de noviembre de 1970) es un compositor, Intérprete, improvisador y pedagogo colombiano. 

## Biografía
Rodolfo Acosta estudió teoría de la música y composición en Colombia, Uruguay, Francia, Los Estados Unidos, México y en los Países Bajos, en instituciones como G.M.E.B., Fondation Royaumont, STEIM y Berklee College of Music. Entre sus profesores más influyentes se encuentran Coriún Aharonián, Graciela Paraskevaídis, Klaus Huber y Brian Ferneyhough.
La música de Rodolfo Acosta ha recibido premios y otros reconocimientos a nivel nacional e internacional. Su música -tanto acústica y electroacústica- ha sido presentado en unos treinta países de las Américas, Europa y Asia, ha sido publicado en partitura por la revista El Mercurio, Matiz Rangel Editores, el Ministerio de Cultura de Colombia y la Universidad Distrital Francisco José de Caldas, y en disco compacto por la editorial Musical Sur, ACMÉ (Asociación Colombiana de Música Electroacústica), Quindecim Recordings, IDCT (Instituto Distrital de Cultura y Turismo), la Alianza Colombo-Francesa, la Universidad Distrital Francisco José de Caldas y la Secretaría de Cultura, Recreación y Deportes, el Ministerio de Cultura de Colombia, La Distritofónica, CCMC (Círculo Colombiano de Música Contemporánea), así como por producciones independientes.
Rodolfo Acosta es miembro de fundar del CCMC (Círculo Colombiano de Música Contemporánea), una asociación sin ánimo de lucro dedicada a la promoción y desarrollo de la música contemporánea en Colombia. Es fundador y director del Ensamble CG, un ensemble de cámara creado en 1995 y dedicado a la interpretación de repertorio contemporáneo, con un énfasis especial en música latinoamericana. Es también fundador y director de EMCA(Ensamble de Música contemporánea de la ASAB), el grupo de estudiantes de música contemporánea de más larga duración en Colombia. Desde principios de 1990 se ha involucrado activamente en la escena de improvisación experimental en Bogotá, tanto en formatos libres como dirigidos, interpretando con diversos improvisadores locales y extranjeros. Sus proyectos a largo plazo dentro de este campo incluyen Tangram y, más recientemente, el BOI (orquesta de improvisadores Bogotá).
Es profesor de música en la Escuela de Artes ASAB de la Universidad Distrital, así como en la Escuela de Música de la Universidad Central, tanto en Bogotá. Del mismo modo, se enseña en la Maestría en Literatura y Estudios Musicales del Instituto Mexicano / norteamericana de Relaciones Culturales en Monterrey, México. Sus principales campos de interés en la enseñanza son: composición, historia, teoría y análisis, así como la interpretación de la música contemporánea y experimental. Ha sido profesor y conferenciante en estos campos a diferentes universidades y conservatorios de toda América y Europa.
Por último, Acosta es miembro del comité de redacción de "Cuadernos de Música, Artes Visuales y Artes Escénicas" de la Pontificia Universidad Javeriana. Su propia investigación y textos de análisis han sido publicados en libros (como la "Gran Enciclopedia de Colombia", publicado por Círculo de Lectores / El Tiempo), publicaciones periódicas (tales como “A Contratiempo”, publicado por la documentación Centro de Música de la Nacional biblioteca de Colombia) y páginas web (como el influyente "Latinoamérica música": http://www.latinoamerica-musica.net/index.html).
En 2019, la Sala de Conciertos de la Biblioteca Luis Ángel Arango en Bogotá, con el apoyo del Banco de la República de Colombia, le dedicó un concierto monográfico dentro de la serie Retratos de un compositor.